# 力學感受器
力學感受器（mechanoreceptor），或稱为机械感受器、机械型刺激感受器，是一种感受压力、变形等力學性刺激的感受器。在人类光滑皮肤中主要包含如下四种类型：帕西尼氏小体、触觉小体、默克尔触觉盘以及鲁菲尼小体。在生长毛发的皮肤中也存有力學感受器，尤其以耳蜗中的毛细胞最为敏感，该细胞负责将空气声波中的压力变化转换为声音信号。

## 感受机制
力學感受器主要是由某种神经元构成，它们会在感受到力學刺激时激发动作电位。外周传导被认为发生在末梢器官。
在体感的传导中，传入神经通过触突将信号传导至背柱核。在这里产生第二道信号并传递给丘脑，丘脑产生第三道信号至腹侧基底核丛，最后才到达体感皮层。

### 反馈
最近的研究拓展了对皮肤力學感受器在精细动作控制中所起到的作用的认知。例如，快速适应型力學感受器（包括局限型和扩散型）的单个动作电位均会直接激活相关的肌肉，而慢速适应局限型的力學感受器则不会产生这种效果。

## 历史
在20世纪70年代瓦尔博和约翰松对志愿者皮肤电信号进行了记录，从此开启了对力學感受器的研究。此后对恒河猴的研究中，发现除了缺少鲁菲尼小体之外，其力學感受器类型几乎与人类完全相同。

## 类型

### 皮肤
皮肤上存在的力學感受器，除了力學感受游离神经末梢之外，几乎都与2型感觉纤维相连，前者与3型感觉纤维相连。进一步的分类方式包括以下几种方式：根据形态学、感觉类型、适应速度以及感受域来进行分类。

#### 形态学
- 鲁菲尼小体(ruffini corpuscle)受皮肤深处的张力；
- 迈斯纳小体(Meissner's corpuscle)感受材质变化（约50赫兹的震动频率），属于快速适应型；
- 帕西尼氏小体(Pacini's corpuscle)感受较快速震动（约200到300赫兹）；
- 默克尔触觉盘(Merkle's disc)感受持续的触碰和压力；
- 力學感受游离神经末梢(free nerve ending)感受触碰、压力以及张力；
- 毛囊感受器（英语：Hair follicle receptors）用于感受毛发位置的变化。

#### 感觉
皮肤感受器能感受的知觉包括触碰、压力、振动、肌肉运动及其它等。
- 慢速适应1型力學感受器，是一种含有梅克尔细胞的终端器官，在皮肤上负责形成有关形状和质地有关感觉[4]。这种感受器的感受域很小，并且能够对静态刺激产生持续的响应；

- 慢速适应2型力學感受器用于感受皮肤上的张力，但和本体感受以及力學感受都没有紧密的关联[5]。这类感受其也会对静态刺激产生持续的响应，但是感受域却较大；

- 快速适应力學感受器，在皮肤上主要负责感受振动和滑动[6]，其感受域较小，并且在刺激的开始和结束阶段产生短暂的响应；

- 帕西尼氏小体负责感受较高频率的振动[6]，也是在刺激的开始和结束阶段产生短暂的响应，但感受域较大。

#### 适应速度
皮肤上的力學感受器也可以根据其对刺激的适应速度来进行分类。当力學感受器接收到一个刺激后，他会立即发起一个动作电位信号。该信号的频率较平静时高，且刺激越强烈频率会越高。但是感受器会在持续不变的刺激中逐渐适应，信号的频率也会随之回归到正常的频率。快速适应感受器，又称为瞬变性感受器及阶段性感受器。这种种感受器对感受材质类型、振动等起到主要作用。慢速适应感受器，又称为紧张性感受器，对感受温度和肌肉运动等，起主要作用。
- 慢速适应力學感受器：包括默克尔触觉盘、鲁菲尼小体以及部分游离神经末梢。其中1型由多个默克尔触觉盘构成，2型由单个鲁菲尼小体构成；
- 中速适应力學感受器，包括部分游离神经末梢；
- 快速适应力學感受器：包括邁斯納小体、帕西尼氏小体、毛囊感受器（英语：Hair follicle receptors）以及部分游离神经末梢。其中1型由多个邁斯納小体构成，2型由单个帕西尼氏小体构成。

#### 感受域
皮肤上的感受域小的力學感受器，通常可在需要精确感触的区域如指尖和嘴唇上发现。在这些区域，慢速适应1型及快速适应1型力學感受器及其连接神经的分布密度都较其它区域大幅提高。这两种感受器的小感受域被认为是手指能感受如材质、滑动及振颤这种精细变化的主要原因。而身体上其它不需要敏锐精确感觉的区域通常会倾向分布更多较大感受域的感受器。

### 其它区域
除皮肤以外，毛发细胞中也有力學感受器。例如内耳前庭系统中的纤毛系统用于感受声音和平衡，因此内耳是包含了听觉系统和平衡感系统。此外近毛细管感受器也是一种力學感受器，会对肺水肿、肺栓塞、肺炎、气压伤等情况作出响应。

## 帕西尼氏小体
帕西尼氏小体是一种压力感受器，分布在皮肤上及许多内脏器官中。每个帕西尼氏小体都和一个感觉神经元相连，同时由于其感受域相对较大，因此可以区分出某一个帕西尼氏小体，并对其特性进行单独的研究。研究时通过针尖对受试帕西尼氏小体施加不同频率和强度的力學性刺激，然后通过贴附在受试对象上的电极来收集电活动信号。
研究发现，当帕西尼氏小体发生形变时，会产生一个启动电位。形变越大，电位越高。当电位达到某一个阈值，与之相连的朗飞结的首个节点就会产生动作电位（又称做神经冲动）。一旦达到该阈值后，刺激的强度就会被转化为电信号的频率。强度越大，频率越高。因此，对单个帕西尼氏小体施加更大或者更快速的变形，都会在神经元中产生更高频的信号。
帕西尼氏小体的敏感频率为250赫兹，这也是指尖触碰小于200微米的微粒会产生的振动频率，正是这种频率形成了材质感。

## 肌梭及牵张反射
膝跳反射是一种牵张反射——当医生用橡胶头小锤敲击膝盖下方的特定区域，你就会不由自主的发起踢小腿的动作。这是因为小锤敲击的是连接大腿前部伸肌和小腿的肌腱，这会拉伸大腿肌肉，进而激活肌肉中称为肌梭的牵张感受器。所谓的肌梭，是有许多缠绕在梭纤维（也被称为梭内肌纤维）上的感觉神经末梢所组成。拉伸一个梭纤维会导致与之相联的感觉神经元（Ia型感觉纤维）产生一连串神经冲动。这些信号沿感觉神经轴突传递到脊髓，在这里信号将会传递到几种不同的触突：
- 其中一些信号会传递到与α运动神经元相连接的触突，信号经此直接传回产生该信号的肌肉，并导致该肌肉的收缩；
- 另一些信号会传递到与脊髓中抑制性中间神经元相连接的触突，这将抑制大腿背部负责屈体的拮抗肌的收缩，也就是放松屈肌，这将有助于大腿前部肌肉的收缩；
- 还有一部分信号会传递至其它中间神经元，并最终传递至脑部，如负责协调肢体运动的小脑。[8]

## 引用
1. ↑  Johansson and Flanagan, Nature Reviews Neuroscience, 2009, 10: 345-359
2. ↑  McNulty and Macefield J Physiol. 2001 Dec 15;537(Pt 3):1021-32
3. ↑  Johansson and Vallbo, 1983, Trends in Neurosci. 6: 27-31
4. ↑  Johnson and Hsiao, Annual Review of Neuroscience, 1992; 15:227-50
5. ↑  Toerbjork and Ochoa Acta Physiol Scand. 1980 Dec;110(4):445-7
6. 1 2  Johansson and Westling Exp Brain Res. 1987;66(1):141-54
7. ↑  Scheibert J, Leurent S, Prevost A, Debrégeas G. (2009). The role of fingerprints in the coding of tactile information probed with a biomimetic sensor. Science. 323(5920):1503-6. PMID 19179493 doi:10.1126/science.1166467
8. ↑  .   [2011-02-14]. （原始内容存档于2011-02-27）.